# Château de Pedro Saint James
Le château de Pedro Saint-James, également connu sous le nom de Pedro Saint James ou le château de Pedro, est la reconstitution d'une ancienne maison de planteur datant de 1780 situé sur la côte sud de Grand Cayman dans les Îles Caïmans. La maison, ancienne propriété de William Eden, est le plus ancien bâtiment existant dans les Îles Caïmans. 

## Historique
En 1831, il servit de point de rendez-vous au premier parlement élu des îles Caïmans et cet emplacement a depuis été reconnu comme le berceau de la démocratie dans les Îles Caïmans. Au cours de cette réunion, les principaux citoyens de l'île ont pris la décision de voter pour des représentants. Quatre ans plus tard, en 1835, la loi sur l'abolition de l'esclavage était lue depuis l'arche de pierre du bâtiment.
Dans les années 1970, le bâtiment est tombé en ruine après des décennies de négligence.
En 1996, une restauration ayant coûté plus de 6 millions de dollars a réhabilité le bâtiment, alors abandonné. Le bâtiment de deux étages et ses vérandas ont été reconstruits dans le style original du XVIIIe siècle. Il s'agit du plus important projet de restauration de l'histoire des Îles Caïmans.

## Mémorial de l'ouragan Ivan
L’ouragan Ivan, un ouragan de catégorie 5, a frappé les Îles Caïmans en 2004 et provoqué de terribles dévastations dans les îles. La Grande Maison, le théâtre, le café et la végétation ont été gravement endommagés. Le coût de réparation du château a été estimé à 1,4 million de dollars.
La restauration de ce lieu historique national s'est achevée en mai 2006, date de sa réouverture aux visiteurs. M. Gilbert Connolly, PDG du Tourism Attraction Board, qui supervise la gestion du château, a créé un monument commémoratif du passage de l'ouragan Ivan. Il utilise du texte, des images et des symboles pour représenter des aspects importants de la catastrophe naturelle survenue aux Îles Caïmans le 12 septembre 2004.